# Anassicrate
Anassicrate (in greco  Ἀναξικράτης; ... – ...) è stato uno scrittore greco antico.

## Biografia
Anassicrate fu sicuramente uno storico locale, ma per noi resta di epoca incerta, visto che non è ricordato da altre fonti se non da scoliasti ad Euripide su argomenti inerenti Corinto e la zona di Argo. Da ciò non è comunque nemmeno possibile dedurne una provenienza argolica.

## Sull'Argolide
Le due brevi citazioni di Anassicrate ce lo restituiscono come autore di un’opera Sull’Argolide, sicuramente di tipo periegetico-erudito.